# Північна Македонія на літніх Олімпійських іграх 2020
Північну
Македонію на літніх Олімпійських іграх 2020 представляли вісім спортсменів у семи видах спорту.

## Спортсмени
| Вид спорту     | Чоловіки | Жінки | Загалом |
| -------------- | -------- | ----- | ------- |
| Легка атлетика | 1        | 0     | 1       |
| Дзюдо          | 0        | 1     | 1       |
| Карате         | 0        | 1     | 1       |
| Стрільба       | 1        | 0     | 1       |
| Плавання       | 1        | 1     | 2       |
| Тхеквондо      | 1        | 0     | 1       |
| Боротьба       | 1        | 0     | 1       |
| Загалом        | 5        | 3     | 8       |